# Effet ELIZA

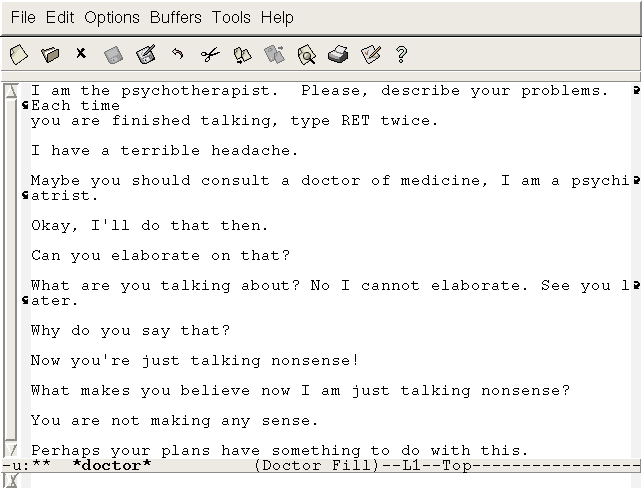
Exemple de conversation avec ELIZA.

En informatique, l'effet ELIZA désigne une tendance à assimiler de manière inconsciente le comportement d'un ordinateur à celui d'un être humain. ELIZA était un chatbot rudimentaire développé par Joseph Weizenbaum en 1966 et imitant un psychothérapeute.

## Éléments de définition
Dans sa forme spécifique, l'effet ELIZA désigne uniquement « la prédisposition à attribuer à des suites de symboles générés par ordinateur (en particulier à des mots) plus de sens qu'ils n'en ont réellement ». Douglas Hofstadter donne un exemple simple pour illustrer la forme spécifique de l'effet ELIZA : un distributeur automatique qui affiche « MERCI » à la fin d'une transaction. Certaines personnes pourraient penser que la machine exprime sa gratitude ; or, elle ne fait qu'afficher une suite de symboles pré-programmés.
Plus généralement, l'effet ELIZA se réfère à une situation, où l'utilisateur reconnaît aux systèmes informatiques « des qualités intrinsèques et des capacités qu'un logiciel ne peut posséder » ou « pense que les mots et autres informations générées par le programme ont été induits par une cause déterminée alors qu'il n'existe en réalité aucun rapport de cause à effet ». 
Les formes générale et spécifique de l'effet ELIZA apparaissent même si les utilisateurs sont conscients de la nature déterminée des programmations générées par le système. D'un point de vue psychologique, l'effet ELIZA résulterait d'une dissonance cognitive subtile entre la conscience de l'utilisateur vis-à-vis des limites de programmation et son comportement à l'égard des informations générées par le programme. 
La découverte de l'effet ELIZA marque une évolution cruciale dans l'intelligence artificielle qui démontre l'utilité du principe d'ingénierie sociale face à la programmation explicite pour passer un test de Turing.
Selon James Vincent, en 2023, l'effet ELIZA peut être renforcé lors de conversation avec des chatbots basés sur des grands modèles de langage tels que Bard (de Google), ChatGPT (d'OpenAI) ou Bing (de Microsoft). Ces modèles peuvent parfois créer un attachement voire une dépendance émotionnelle, et entretenir ou renforcer certaines des croyances des usagers de ces IA, comme dans une bulle de filtre ou une chambre d'écho (question évoquée dans un article intitulé « Stochastic Parrots » (les perroquets stochastiques), critiquant les modèles de langage de l'IA).

## Origine du terme
L'effet ELIZA tire son nom du chatbot ELIZA, élaboré en 1966 par Joseph Weizenbaum, informaticien au MIT (Institut de technologie du Massachusetts). Lors de l'exécution du script DOCTOR créé par Joseph Weizenbaum, ELIZA imite un psychothérapeute rogérien, en reformulant fréquemment les réponses du « patient » en questions :
Humain : C'est mon petit ami qui m'a dit de te parler.
ELIZA : Votre petit ami vous a dit de me parler ?
Humain : Il dit que je suis souvent déprimée.
ELIZA : Je suis navrée d'apprendre que vous êtes déprimée.
Humain : C'est vrai. Je suis malheureuse.
ELIZA : Pensez-vous que me parler vous aidera à ne plus être malheureuse ?
Bien qu'il soit conçu uniquement pour soutenir une « conversation en langage naturel », le script DOCTOR du programme ELIZA serait parvenu à déclencher une réponse émotionnelle de la part des utilisateurs. En interagissant avec le programme, ces derniers ont commencé à attribuer à ELIZA des qualités de compréhension et une certaine motivation. Comme Weizenbaum l'écrivit plus tard : « Je ne m'étais jamais rendu compte que […] de si courtes interactions avec un programme informatique relativement simple risquaient d'induire des pensées délirantes chez des personnes pourtant normales ». En effet, le programme ELIZA n'avait pas été initialement conçu pour susciter ce type de réactions. Après observation, les chercheurs ont découvert que les utilisateurs pensent inconsciemment que les questions d'ELIZA reflètent une implication émotionnelle et un certain intérêt pour les sujets évoqués, même s'ils sont conscients qu'ELIZA ne simule pas l'émotion.